# Arsenio Cabungula
Arsenio Sebastião Cabungula (* 14. März 1979 in Luanda), genannt Love, ist ein ehemaliger angolanischer Fußballspieler. Der Stürmer spielte ausschließlich in seiner Heimat, wo er mehrmals Meister, Pokalsieger und Torschützenkönig wurde. Mit der angolanischen Nationalmannschaft nahm er an der Weltmeisterschaft 2006 in Deutschland teil.

## Vereinskarriere
Love spielte ab 2000 zunächst sechs Jahre bei Atlético Sport Aviação, mit dem er dreimal den Girabola, den angolanischen Meistertitel, und einmal den angolanischen Pokal gewann. In dieser Zeit wurde er zudem zweimal Torschützenkönig der Liga. Anschließend spielte er von 2007 bis 2010 beim Primeiro de Agosto und gewann ein weiteres Mal den Pokal. Anfang 2011 wechselte er zu Atlético Petróleos Luanda. Hier wurde er 2011 zum dritten Mal Torschützenkönig und erzielte 2012 seinen dritten Pokalerfolg. 2013 schloss er sich Kabuscorp FC do Palanca an, wo er 2013 seine vierte Meisterschaft gewinnen konnte. Nach einem halben Jahr beim Clube Recreativo da Caála spielte er von Mitte 2015 bis Ende 2016 für Sagrada Esperança. 2017 beendete er nach einer weiteren Saison bei Atlético Sport Aviação seine Karriere.

## Nationalmannschaft
Love spielte von 2001 bis 2016 79-mal für die angolanische Nationalmannschaft. 2004 gewann er mit Angola die Südafrikameisterschaft. Bei der Fußball-Weltmeisterschaft 2006 kam er einmal zum Einsatz und schied mit Angola in der Vorrunde aus. Love nahm zudem mehrmals an Afrikameisterschaften teil und war auch 2008 und 2010 im Kader, als die angolanische Mannschaft jeweils das Viertelfinale und somit ihre bislang beste Platzierung in diesem Wettbewerb erreichte. 2011 wurde er mit Angola Zweiter bei der Afrikanischen Nationenmeisterschaft.

## Trainerkarriere
Nach seiner aktiven Karriere übernahm Love verschiedene Funktionen beim angolanischen Fußballverband. Derzeit ist er im Trainerteam der U17-Nationalmannschaft.

## Erfolge
- Torschützenkönig der ersten angolanischen Liga: 2004, 2005, 2011[7]
- Angolanischer Meister: 2002, 2003, 2004, 2013
- Angolanischer Pokalsieger: 2005, 2009, 2012
- Südafrikameister mit Angola: 2004